# تتراکلرو-ام-زایلن
تتراکلرو-ام-زایلن (به انگلیسی: Tetrachloro-m-xylene) با فرمول شیمیایی C8H6Cl4 یک ترکیب شیمیایی با شناسه پاب‌کم 70139 است. که جرم مولی آن ۲۴۳٫۹۴۵۲۴ گرم بر مول می‌باشد. 